# Истоки (фильм)
«Истоки» — советский художественный широкоформатный фильм режиссёра Ивана Лукинского, снятый по мотивам одноимённой повести Григория Коновалова.

Фильм снят на киностудии имени М. Горького в 1973 году.

## Сюжет
История семьи Крупновых (1917—1941 годы) — потомственные рабочие-сталевары, начавшие свой трудовой путь до революции — на заводе немецкого промышленника Хейтеля.
Первая серия — «Братья», вторая — «Сыновья».
Три брата, Денис, Матвей, Савва.
Денис Крупнов (Иван Лапиков) с сыновьями варит сталь, Савва (Георгий Епифанцев) в своё время был продвинут на высокий пост заместителя наркома тяжелой промышленности, Матвей (Владислав Стржельчик) пошёл по дипломатической службе.

## В ролях
Крупновы:
- Иван Лапиков — Денис Крупнов, сталевар
- Владислав Стржельчик — Матвей Крупнов, дипломат
- Георгий Епифанцев — Савва Крупнов, директор завода
- Александра Климова — Любава Крупнова, жена Дениса
- Николай Олялин — Юрий Крупнов, сын Дениса (парторг завода)
- Геннадий Сайфулин — Михаил Крупнов, сын Дениса
- Геннадий Чулков — Константин Крупнов, сын Дениса (летчик)
- Юрий Шлыков — Санька Крупнов, сын Дениса
- Лена Белоконь — Ленка Крупнова, дочь Дениса
- Леня Плесневич — Женька Крупнов, сын Константина
- Людмила Новоселова — Светлана Крупнова, жена Константина
- Виктор Хохряков — Тихон Тарасович Солнцев, секретарь горкома партии
- Алина Покровская — Юлия Солнцева, дочь Тихона Тарасовича
- Сергей Гальцев — Рэм Солнцев, сын Тихона Тарасовича
- Рамаз Чхиквадзе — Сталин
- Любовь Мышева — Марфа Холодова
- Евгений Киндинов — Александр Иванович
- Г. Хенненберг — Риббентроп
- Александр Вокач — Гуго Хейтель
- К. Бамберг — Вилли Хейтель
- Борис Кордунов — нарком
- Геннадий Петров — эпизод
- Александр Январев — Венька Исаков
- Владимир Пицек — тюремный фотограф

## Съёмочная группа
- Режиссёр-постановщик — Иван Лукинский
- Авторы сценария — Григорий Колтунов, Николай Рожков
- Главный оператор — В. Корнилов
- Художник-постановщик — Семен Веледницкий
- Композитор — Анатолий Лепин